# ヤン・フルスケル

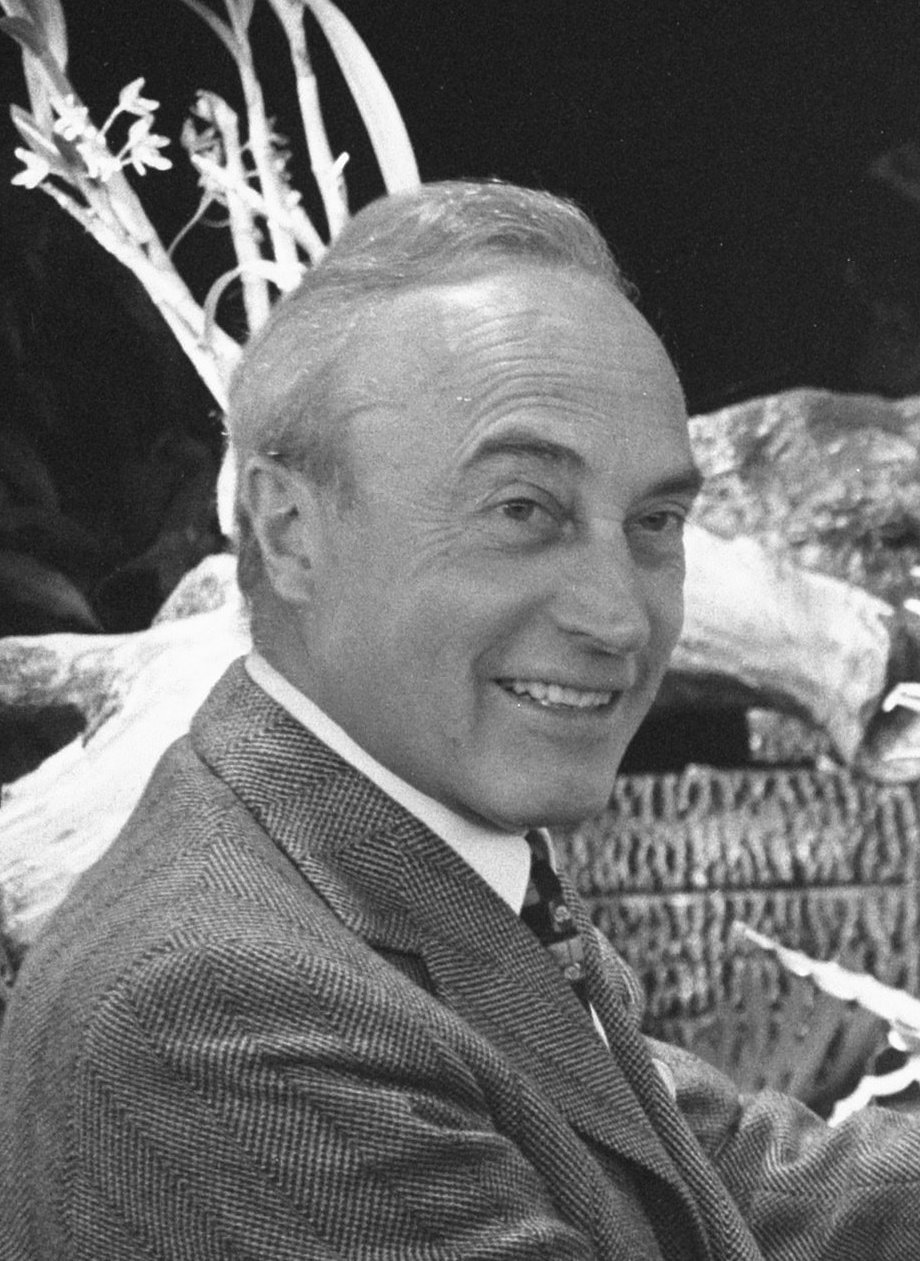
ヤン・フルスケル (1972)

ヤン・フルスケル（Jan Hulsker, 1907年10月2日 - 2002年11月9日）は、フィンセント・ファン・ゴッホの研究で知られるオランダの美術史研究者。

## 生涯
ハーグで生まれ、1946年ライデン大学で博士号を取得した。1948年から1954年まで、同大学の美術学部学部長を務めた。1970年、ジャコブ＝バート・ド・ラ・ファイユによるゴッホ作品カタログの改訂に当たる編集委員会に参加した。ゴッホ財団及びゴッホ美術館の設立にも貢献した。
ゴッホに関する著作は多く、特にゴッホの手紙に関する研究では第一人者である。ゴッホの伝記『フィンセントとテオ・ファン・ゴッホ』を著している。また、ゴッホの作品を年代順に並べ、各作品にJH番号を付したカタログ『コンプリート・ファン・ゴッホ』を編纂した。JH番号は、ド・ラ・ファイユによるF番号とともに現在広く利用されている。同カタログの改訂版は1996年に出版され、2185点以上の複製図版を掲載した重要な資料として利用されている。
1981年、妻のクリスとともにカナダのビクトリアに移り住み、ビクトリア大学の非常勤教授となった。オランダ芸術・文学への貢献によりオランダ王立芸術科学アカデミーの銀章を受章している。
2002年、バンクーバーで死去。

## 著作
- Hulsker, Jan. Vincent and Theo van Gogh; A dual biography. Ann Arbor: Fuller Publications, 1990. ISBN 0-940537-05-2
- Hulsker, Jan. The Complete Van Gogh. Oxford: Phaidon, 1980. ISBN 0-7148-2028-8.